# Martináč bukový
Martináč bukový (Aglia tau), dříve nazývaný také martináček bukový či paví oko bukové je noční motýl z čeledi martináčovitých, kam patří i největší evropský motýl, martináč hrušňový. Latinské druhové jméno tau přiřadil martináči bukovému přírodovědec Carl Linné. Inspirovala jej přitom bílá skvrna ve tvaru řeckého písmene tau (T) na křídlech motýla.

## Rozšíření
Je rozšířen v celé Evropě, zasahuje také do Asie. V České republice je místy považován za hojný druh.

Vyskytuje se ve starých listnatých, zejména bukových lesích, a to i v horských oblastech.

## Popis

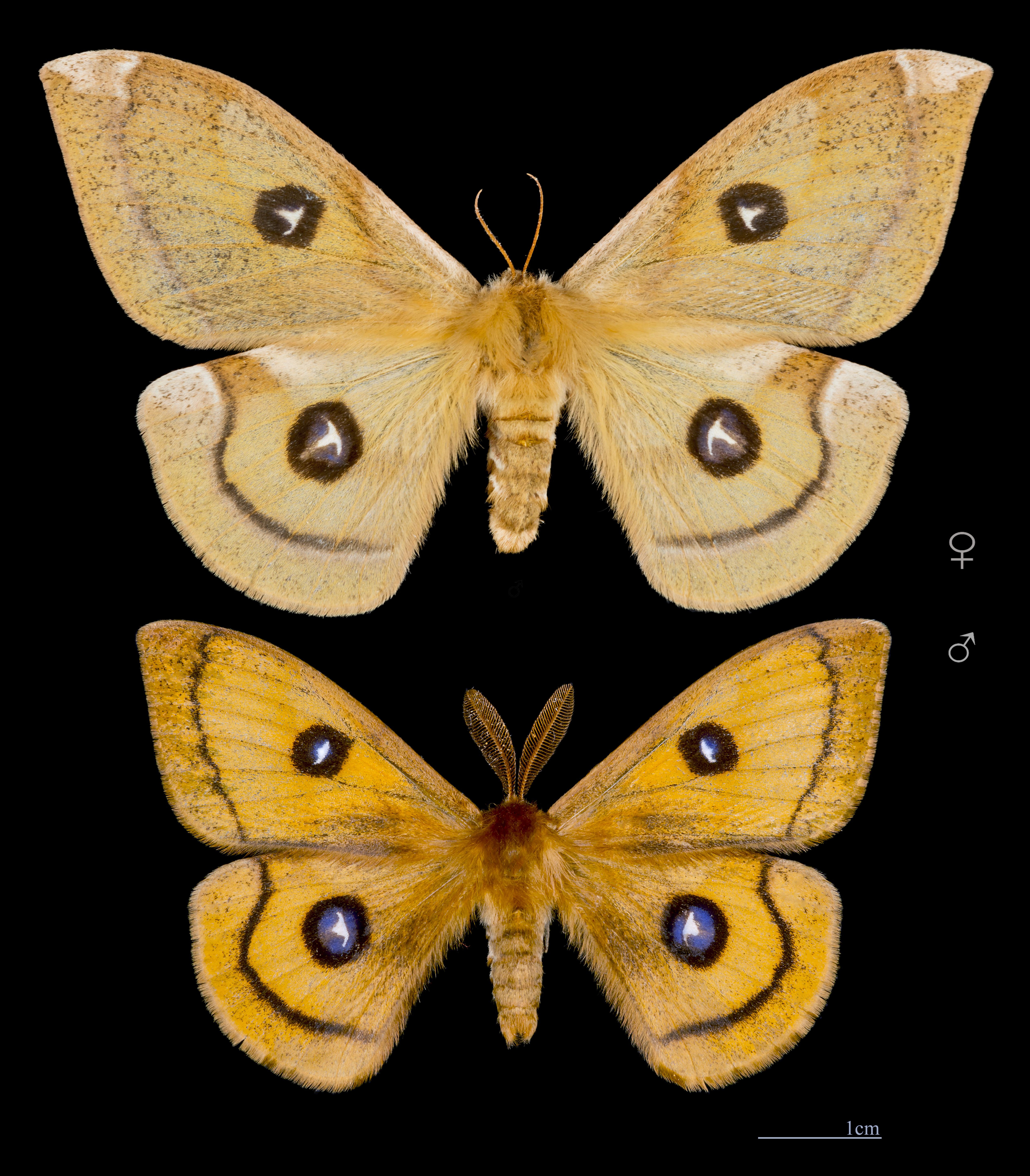
Sbírkové exempláře (líc křídel)
- nahoře samice, dole samec

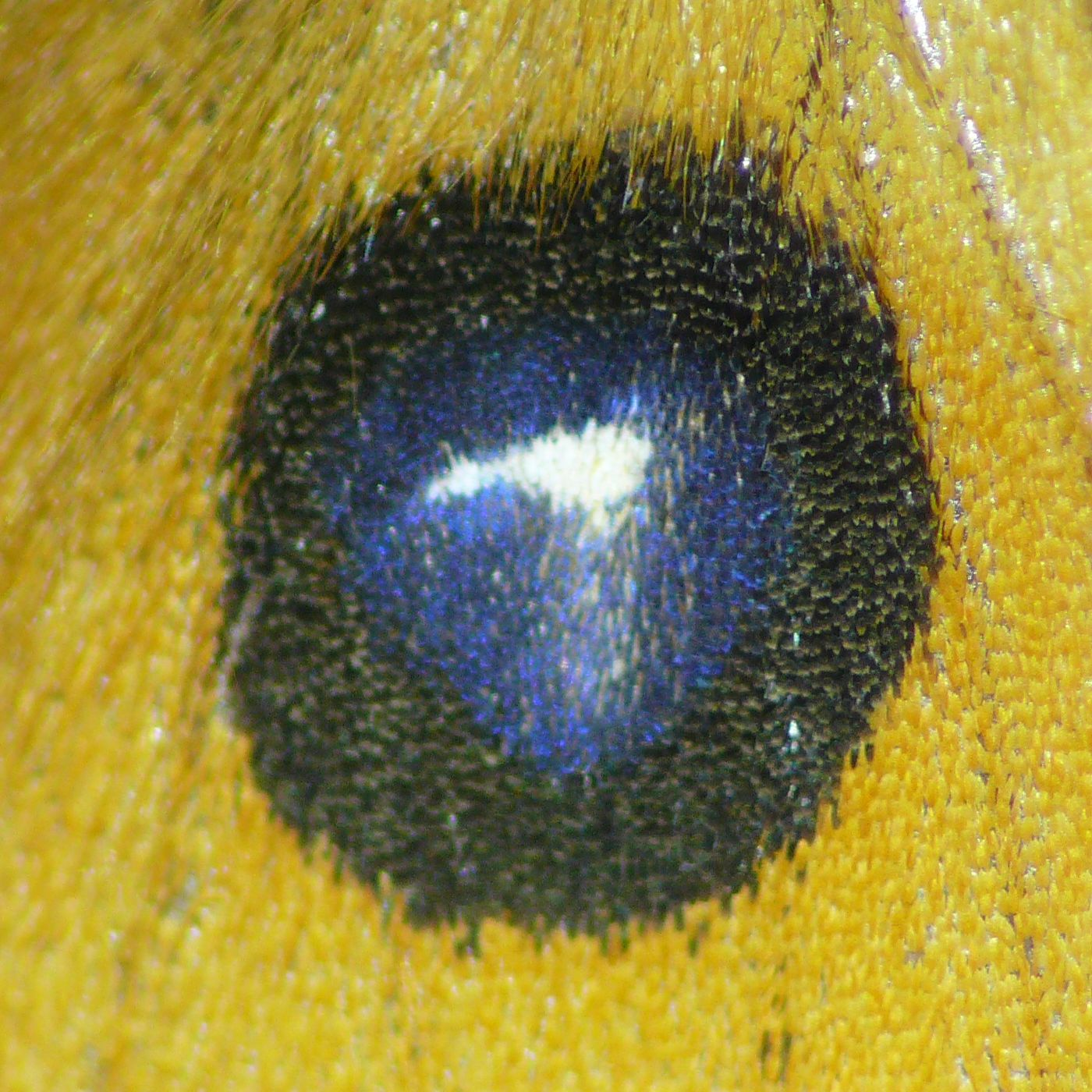
Detail oka na křídle

Podobně jako u jiných martináčovitých, i martináč bukový vykazuje pohlavní dimorfismus. Přední křídla samců jsou dlouhá okolo 26 mm, u samic je to až 44 mm. Samci jsou spíše lehce stavění, samice jsou robustnější. Základní zbarvení obou pohlaví je žluté až okrové, přičemž samice jsou světlejší. Zbarvení je ale variabilní a v přírodě se lze setkat i s melanistickou formou – jedinci výrazně tmavšími. Křídla obou pohlaví jsou při vnějším okraji lemována tenkou černohnědou příčkou, nejvýraznějším znakem jsou ale modrofialová, černě obroubená oka, umístěná po jednom ve středu všech čtyř křídel. Uvnitř ok se nachází bílá skvrnka ve tvaru písmene T (případně jakési šipky, trojúhelníčku či jen bílé čárky). Okrově zbarvená tykadla jsou nejjistějším rozlišovacím znakem mezi pohlavími – u samců jsou výrazně více hřebenitá než u samic.
Vajíčka mají hnědočervenou barvu.
Housenky procházejí v průběhu života výraznou proměnou vzhledu. Od vylíhnutí až do 4. instaru jsou zelené s červenohnědou hlavou a pěti dlouhými, červeno-bílými rozvětvenými ostny na těle (jeden pár na prvním článku těla, jeden pár na třetím článku těla a jeden dozadu směřující osten na zádi). Po 4. svlékání se vzhled housenky mění – trny se ztrácejí a housenka získává zavalitý tvar těla se zrnitou pokožkou a výraznými zářezy mezi jednotlivými tělními články. Hlava je zelená a po stranách těla probíhá bílý pruh, na 4. článku ozdobený malým červeným očkem. Dorostlá housenka měří cca 6 cm.
Kukla je černohnědá, matná, uložená v řídkém zámotku.

## Bionomie
Dospělci se vyskytují v jediné generaci, která létá někdy už od března, zpravidla však až od dubna do května. V horských oblastech je celý interval posunut a aktivita ustává až v červenci. Motýli poletují v lesích a na jejich okrajích. Podobně jako u příbuzného martináče habrového jsou aktivnějším pohlavím samci, kteří létají i ve dne, aby vyhledali samičky. Ty přes den posedávají v podrostu a nelétají. V noci jsou aktivní obě pohlaví, často přiletují k umělým zdrojům světla. Tak jako ostatní martináčovití, ani martináč bukový nemá vyvinuté funkční potravní ústrojí. Po spáření kladou samičky vajíčka na různé listnaté dřeviny a následně hynou.
Housenky se z vajíček líhnou přibližně po dvou týdnech od nakladení. Jsou polyfágní – je známo, že se mohou živit listím buku, dubu, lípy, hlohu, trnky, vrby, olše, břízy a pravděpodobně i jiných rostlin. V přírodě se vyskytují od června do začátku srpna, kdy slézají ze stromů a kuklí se v mechu.
Kukla je přezimujícím stádiem. Je uložena v řídkém zámotku, ze kterého se před líhnutím motýla aktivně vysouvá.

## Galerie

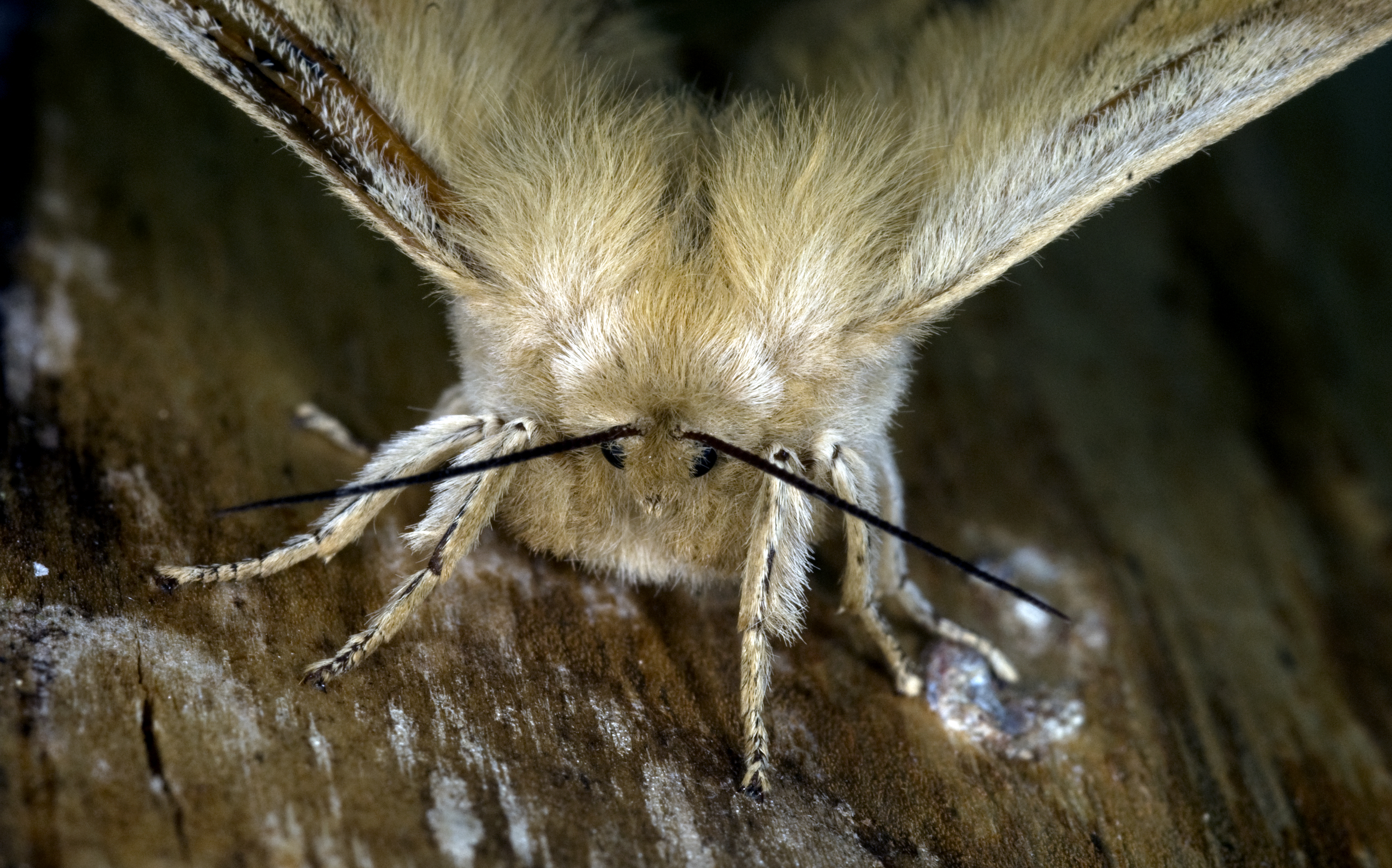
Samice martináče bukového, detail tykadel
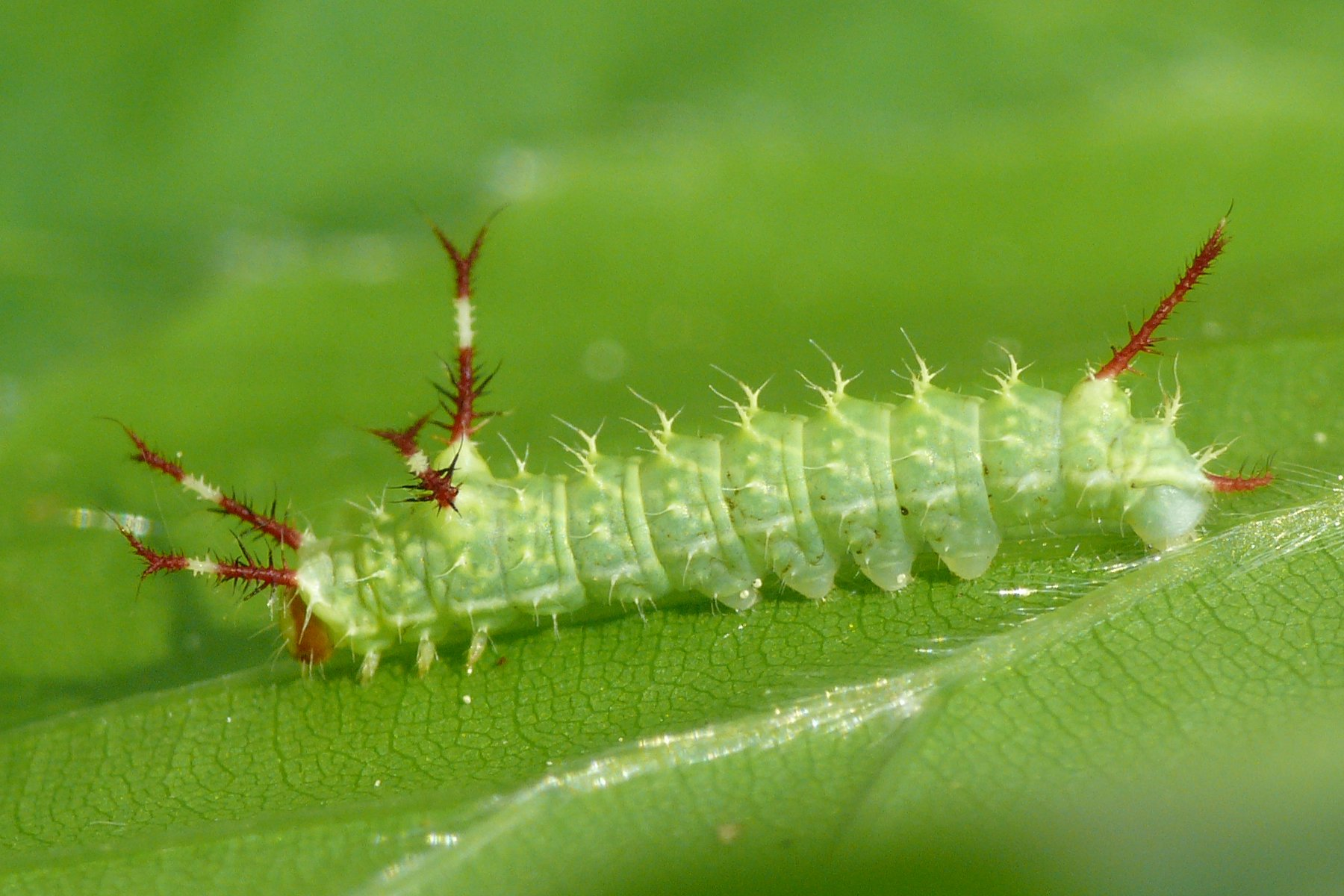
Housenka prvního instaru
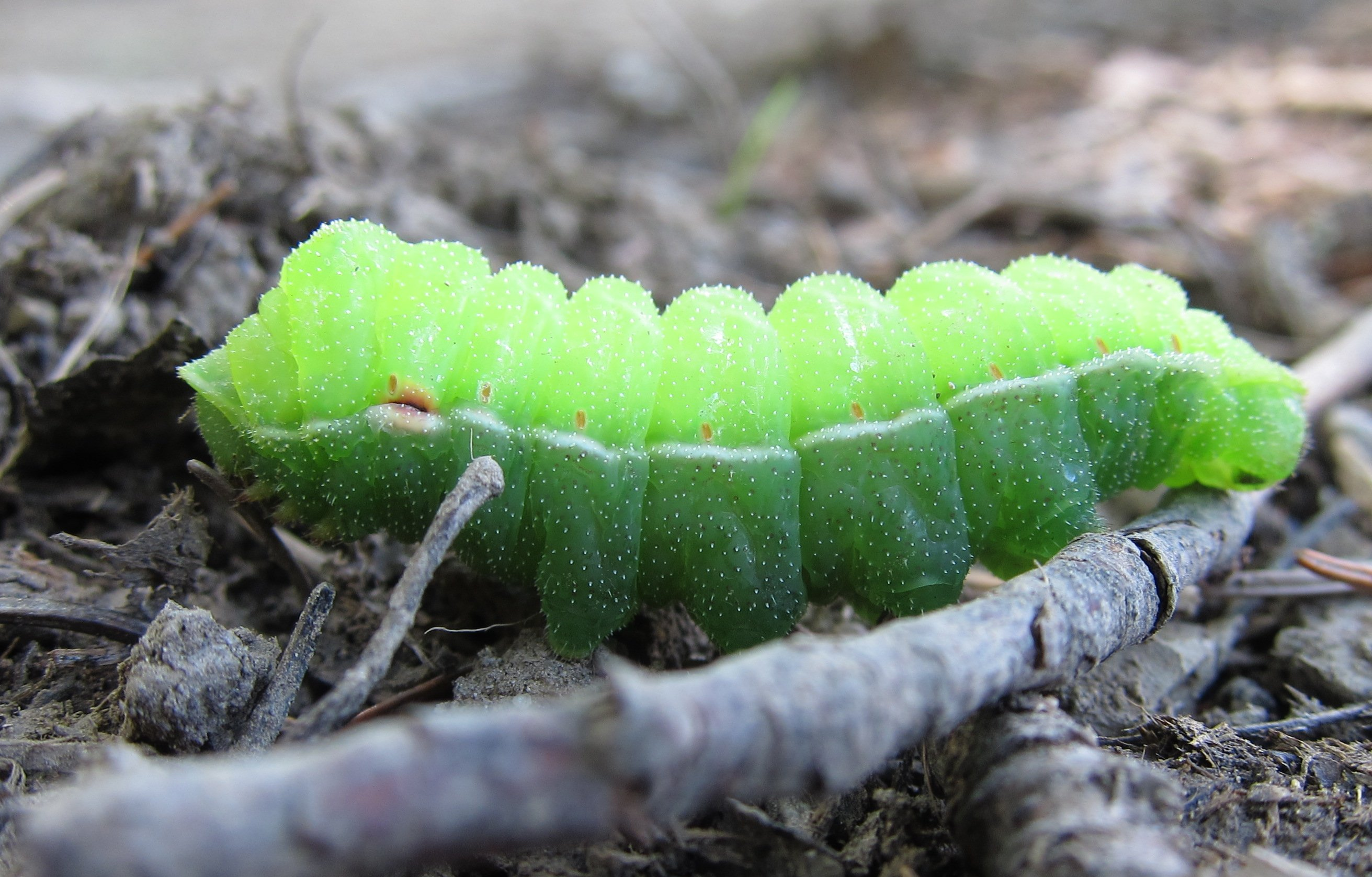
Dorostlá housenka
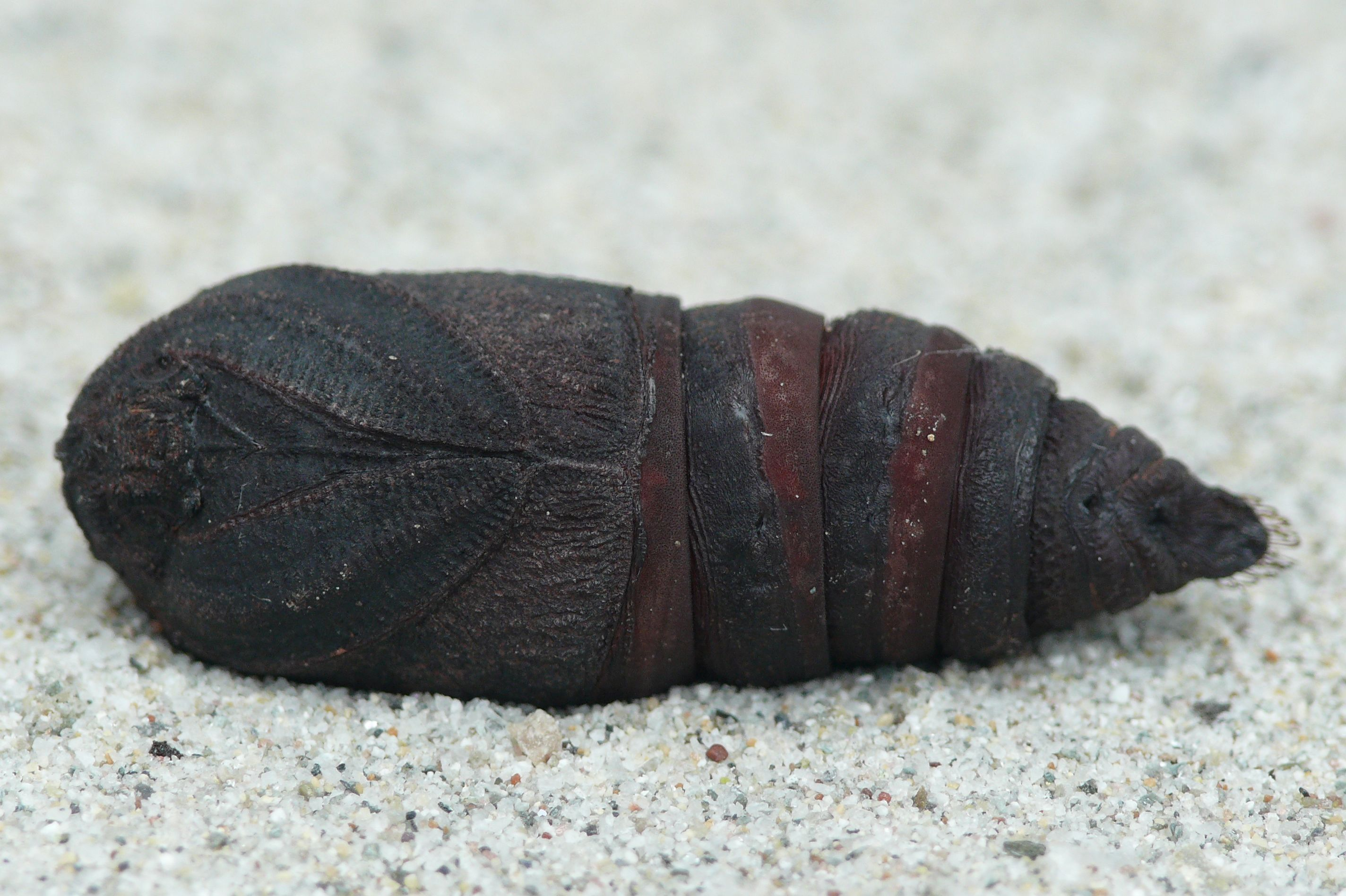
Kukla martináče bukového
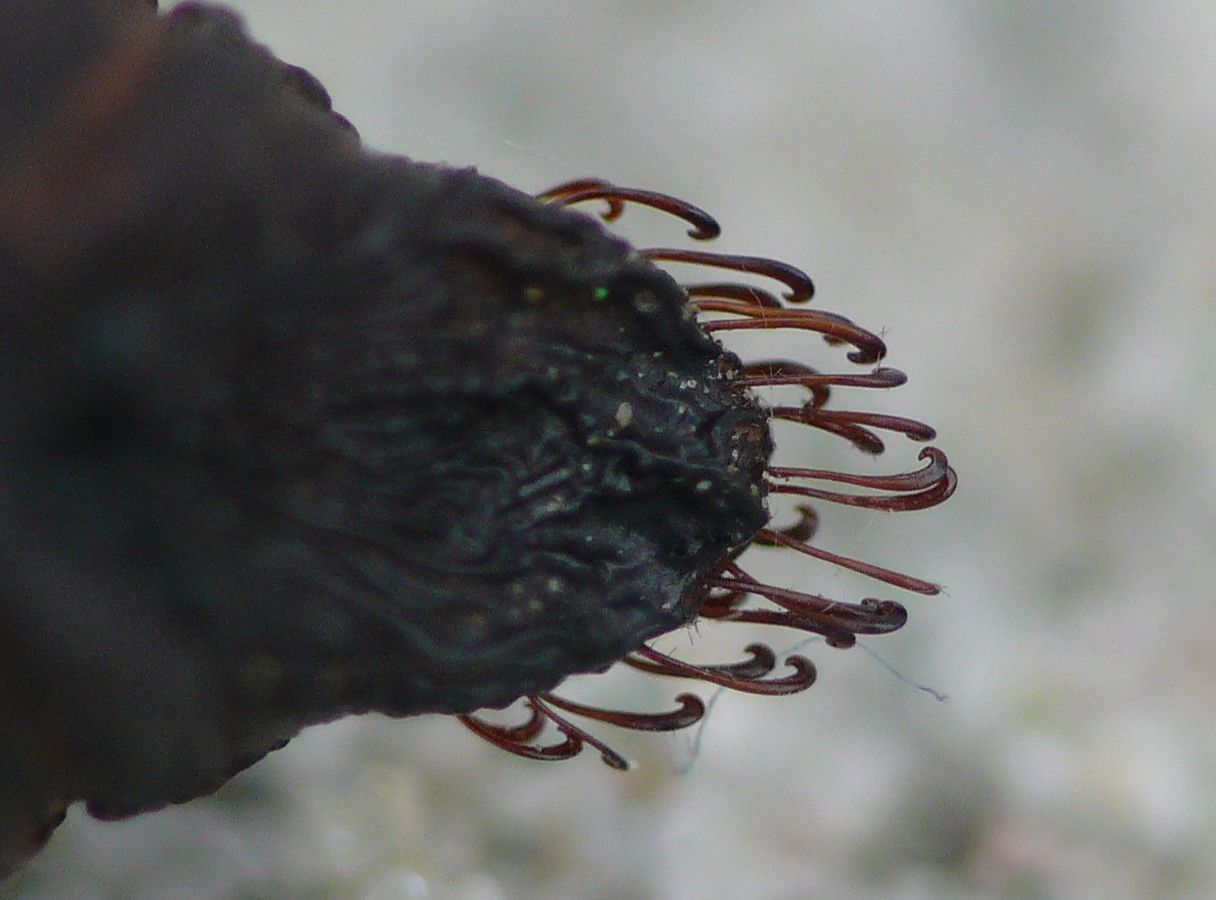
Kukla martináče bukového, detail posledního článku